# 偉士牌 ET8
偉士牌ET8，為台灣偉士伯股份有限公司在1998年3月至2002年生產的一款摩托車。外觀用配件的組合不同分為「豪華版」及「年輕版」二種版本在市面上銷售。其前剎車除原有碟剎版本外，因應台灣市場新增鼓剎版本。

## 歴史
ET8車款即vespa原廠ET4在台銷售的型號，原ET4的「4」代表為四行程之意，因華人社會對數字「4」忌諱，台灣偉士伯公司把4改成8。義大利原廠ET4生產有二種排氣量：125c.c/150c.c，二種引擎：Pre-LEADER/LEADER，義大利原廠另有一款外型相同二行程50c.c引擎的ET2；而台灣的ET8只有引進125c.c/Pre-LEADER引擎。
在1998年3月上市時，由於ET8零件在台灣尚未開模生產，所以剛開始第一批所販售的ET8，大部分零件是從義大利直接進口來台組裝，譬如大燈、CDI、碼表、總泵、碟煞卡鉗、座墊、尾架、方向燈、輪框等。隨後台灣偉士伯慢慢已可生產所有零件，甚至會修改部分零件與引擎設計以符合台灣市場習慣或是降低成本，所以越後期生產的ET8台製或台灣變更的零件越多，騎起來的感覺也跟第一批車輛感覺不同，有些車友認為越前期的ET8越有力；隨著ET8在台灣漸漸變成老車，部分車友也會收藏引擎號碼較為前面的ET8，特別是以較多義大利原廠零件所組裝的第一批ET8更是搶手；而某些稀有的義大利原廠精品配件或是美規版本配件，其價格甚至高於購買一台二手ET8的價格，也讓ET8慢慢由代步步入收藏。
偉士牌ET8在台灣上市時，以「義大利新古典工藝」為主要廣告詞，廣告單有註明"機車中唯一免調校，可直接由95無鉛轉換98無鉛汽油"。該車款在台灣銷售不佳，於2002年停產，新車於2003年售罄。ET8是偉士伯公司在台生產第一款化油器四行程的偉士牌機車，也是台灣偉士伯公司生產的最後一款的偉士牌機車。目前台灣偉士伯仍繼續生產並供應ET8的部分耗材與零件。

## 規格[2]
- 全長：1,780mm
- 全寬：710mm
- 全高：1,090mm
- 軸間距離：1,275mm
- 車身淨重：109kg
- 最小回轉半徑：2100mm
- 引擎型式：單汽缸四衝程
- 缸徑x行程：57x48.6mm
- 總排氣量：124.02cc
- 壓縮比：10.34~10.90
- 點火提前(上死點前)：10°±1°/1500rpm(32°±1°/6000rpm)
- 化油器型式/廠牌：BS24-1/MIKUNI
- 火星塞型式/廠牌：RG 4HC/CHAMPION
- 引擎-後輪轉速比：1/22.4~1/7.4
- 最高速度：91公里/小時
- 閥門間隙：進氣閥：0.15mm/排氣閥：0.15mm
- 燃料供應：燃油以重力方式流至化油器。
- 潤滑：曲軸箱內之引擎油以鏈條驅動機油泵來循環。並有金屬過濾器及油濾加以過濾潤滑油。
- 冷卻方式：空氣冷卻
- 傳動：自動變速系統，包括可變徑之飛輪，V型皮帶，離心式離合器及齒輪最終傳動。
- 油箱：塑膠油箱；可容納約9公升汽油。（內含2.3公升備用油）
- 輸框：E 2.50x10 DOT-D鋁合金輪框
- 輪胎：
  - 前輪 100/80-10 2.50J
  - 後輪 120/70-10 3.00J
- 排氣管：內裝觸媒轉換器。
- 電子點火：電容放電微處理器系統及分離式高壓線圈。
- 車身：車身結構以鋼板沖壓成型。
- 剎車：前剎車為液壓碟式剎車（右剎車娨）；後剎車為機械式鼓式剎車（左剎車桿）

## 型號
- 豪華版：後照鏡為塑膠橢圓型式，座墊為豪華版，豪華版尾架
- 年輕版：後照鏡為塑膠電鍍圓型，座墊為年輕版，整體較低矮，尾架為電鍍款式
- 紀念特仕版：車身訂有鋁牌為其特色。配件有粉藍色、粉紅色，海豚/草莓/豹紋/木紋等圖案。

## 顏色[1]
- 1998年甫上市所推出的顏色：山水綠、銀灰、酒紅、明海藍、香檳金、精黑。
- 1999年顏色：亮白與米黃。
- 2002年顏色：紅色，黃色及紫色。

## 相關配件
當時台灣為亞洲主要vespa零件生產重地，ET8與義大利生產零件不盡相同。